# Willow River (Mississippi River)
Der Willow River ist einer von drei Flüssen dieses Namens im Norden des US-amerikanischen Bundesstaates Minnesota.
Der Willow River ist ein rund 72 km langer Nebenfluss des Mississippi River. Er entspringt im Big Rice Lake, im Chippewa National Forest im Südosten von Cass County. In seinem Verlauf passiert er Haypoint und mündet im Aitkin County, 19 km nordwestlich von Aitkin, in den Mississippi.
Die weiteren Flüsse gleichen Namens in Minnesota sind: Willow River (Kettle River) und Willow River (Little Fork River).